# Jim Bede
James R. "Jim" Bede (17 de abril de 1933-Cleveland, 9 de julio de 2015) fue un diseñador de aviones, reconocido por la creación del mercado del "avión en kit" moderno. Desde 1960 ha diseñado una docena de aeronaves, pero una serie de quiebras de empresas han mantenido la mayoría de estos diseños fuera de uso generalizado.

## Bede Aviation
Bede creció en Cleveland, Ohio. Se graduó en la Escuela Técnica del Oeste en Cleveland en 1952 y asistió al Fenn College y a la Universidad de Wichita, recibiendo su Licenciatura de Ingeniero Aeronáutico en 1957. Empezó a trabajar como ingeniero de rendimiento con North American Aviation ese mismo año, donde trabajó en los proyectos FJ-4 y A3J para la Armada de los Estados Unidos.
Su permanencia en North American fue breve, volvió a casa a Cleveland en 1961 para formar Bede Aviation con su padre James, con el fin de producir un avión "hecho en casa" diseñado por él, el Bede BD-1. En ese momento, como hoy en día, el mercado de aviación general tenía un precio fuera del alcance del consumidor medio. Bede consideró que la manera de resolver este problema era que los futuros pilotos construyeran sus propias aeronaves, ya que los costos laborales son una parte importante del precio total de la entrega de una aeronave.
El BD-1 era un sencillo y bastante convencional diseño de ala baja biplaza que utiliza algunas de las últimas técnicas en la construcción de aeronaves que las empresas de mayor tamaño como Cessna generalmente habían ignorado. El fuselaje fue construido principalmente de aluminio con piezas de nido de abeja unidas mediante adhesivo en lugar de remachadas. Esto no sólo hizo el aeroplano ligero, si no que también muy fuerte; iba a ser totalmente acrobático y resistente a 9 G. Asimismo, el rendimiento sería excelente, con una velocidad estimada en 250 km/h (135 nudos) con un motor Lycoming O-235 de 108 HP. En comparación, un Cessna 152 alcanza alrededor de 165 km/h (110 nudos) con un motor similar.
A fin de hacerlo más práctico para el propietario promedio, las alas podrían ser plegadas y la aeronave remolcada detrás de un coche, lo que permitiría guardarlo en casa, en un garaje, y remolcarlo hasta el aeropuerto. El kit, incluido un motor reconstruido de 65 HP, ser podría adquirir por unos 2.500 US$. También se ofrecerían versiones más potentes con el motor O-235 por unos 4.200 dólares.
Se gastó un montón de dinero en el desarrollo sin entregar un diseño final. Unos cuantos empresarios locales de Cleveland tomaron el control de la compañía en 1968 y la renombraron como Americam Aviation con intención de producir el diseño en forma de producto hecho en fábrica por completo llamándolo American AA-1. Posteriormente fueron introducidos una serie de cambios en el diseño para hacerlo más estable, en particular, un mayor plano horizontal de cola y, a continuación, un ala principal más aerodinámica. El AA-1 y los posteriores diseños se hicieron muy populares, sobre todo el AA-5 Traveller de cuatro plazas. La compañía posteriormente comprada por Grumman, convirtiéndose en Grumman American.